# Carl Starfelt
Carl Anders Theodor Starfelt, född 1 juni 1995 i Stockholm, är en svensk fotbollsspelare som spelar för Celta Vigo. Han representerar även det svenska landslaget.

## Klubbkarriär
Starfelt började spela fotboll i Ängby IF, men gick efter ett år till IF Brommapojkarna som 7-8-åring.
I BP tillhörde han klubbens framgångsrika P95-1 som bl a slog klubbar som Ajax, Roma och Bayern München samt vann flera stora turneringar i bl a Holland, Polen och svenska Gothia Cup. Laget tränades av Mathias Jonsson och i samma lag fanns bl a Jesper Karlström, Kanteh Hellberg och Stefano Vecchia Holmqvist. Även Sveriges bästa tiokampare Fredrik Samuellson var lagkamrat till Starfelt. Under 2013 spelade Starfelt i BP:s U19-lag som vann Juniorallsvenskan Norra, men som slogs ut i SM-semifinalen mot IFK Göteborg.
Inför säsongen 2014 flyttades Starfelt upp i BP:s A-lag, vilka han skrev på ett treårskontrakt med. Han debuterade för BP den 5 februari 2014 i en träningsmatch mot Kalmar FF som slutade 1–1. Han gjorde sin debut i Allsvenskan i premiären mot Kalmar FF. Matchen slutade med en 2–1-förlust för BP och Starfelt blev inbytt i 71:a minuten mot Gabriel Petrovic. Under sin debutsäsong spelade han 20 allsvenska matcher. I december 2016 förlängde han sitt kontrakt med ett år.
Den 10 augusti 2017 blev det klart att Starfelt värvades av IFK Göteborg, där han skrev på ett treårskontrakt med start från säsongen 2018. I juli 2019 värvades Starfelt av ryska Rubin Kazan, där han skrev på ett fyraårskontrakt.
Den 21 juli 2021 värvades Starfelt av skotska Celtic, där han skrev på ett fyraårskontrakt.
Den 10 augusti 2023 värvades Starfelt av Celta Vigo. Den 4 november 2023 kom svenskens första mål i La Liga-klubben när han nickade in 1-0 målet i mötet med Sevilla.

## Landslagskarriär
Starfelt spelade två landskamper för Sveriges U19-landslag under 2014. Den 30 september 2020 blev han för första gången uttagen i Sveriges A-landslag till matcherna mot Ryssland, Kroatien och Portugal i oktober 2020. Starfelt debuterade den 8 oktober 2020 i en 2–1-vinst över Ryssland, där han spelade hela matchen tillsammans med Sebastian Holmén som mittbackspar.

## Karriärstatistik
| Klubb              | Säsong             | Liga                 | Liga    | Liga | Nationell cup | Nationell cup | Europa League | Europa League | Totalt  | Totalt |
| Klubb              | Säsong             | Division             | Matcher | Mål  | Matcher       | Mål           | Matcher       | Mål           | Matcher | Mål    |
| ------------------ | ------------------ | -------------------- | ------- | ---- | ------------- | ------------- | ------------- | ------------- | ------- | ------ |
| IF Brommapojkarna  | 2014               | Allsvenskan          | 20      | 0    | 2             | 0             | 4             | 0             | 26      | 0      |
| IF Brommapojkarna  | 2015               | Superettan           | 16      | 0    | 4             | 0             | —             | —             | 20      | 0      |
| IF Brommapojkarna  | 2016               | Division 1 Norra     | 22      | 1    | 1             | 0             | —             | —             | 23      | 1      |
| IF Brommapojkarna  | 2017               | Superettan           | 27      | 1    | 5             | 0             | —             | —             | 32      | 1      |
| IF Brommapojkarna  | Totalt             | Totalt               | 85      | 2    | 12            | 0             | 4             | 0             | 101     | 2      |
| IFK Göteborg       | 2018               | Allsvenskan          | 30      | 0    | 4             | 0             | —             | —             | 34      | 0      |
| IFK Göteborg       | 2019               | Allsvenskan          | 14      | 1    | 0             | 0             | —             | —             | 14      | 1      |
| IFK Göteborg       | Totalt             | Totalt               | 44      | 1    | 4             | 0             | —             | —             | 48      | 1      |
| Rubin Kazan        | 2019/2020          | Premjer-Liga         | 10      | 0    | 1             | 0             | —             | —             | 11      | 0      |
| Rubin Kazan        | 2020/2021          | Premjer-Liga         | 29      | 3    | 2             | 0             | —             | —             | 31      | 3      |
| Rubin Kazan        | Totalt             | Totalt               | 39      | 3    | 3             | 0             | —             | —             | 42      | 3      |
| Celtic             | 2021/2022          | Scottish Premiership | 15      | 0    | 3             | 0             | 7             | 0             | 25      | 0      |
| Totalt i karriären | Totalt i karriären | Totalt i karriären   | 183     | 6    | 22            | 0             | 11            | 0             | 216     | 6      |

## Meriter
Celtic
- Skotska ligacupen: 2 gånger [16]
- Skotska ligan: 3 gånger [17]